# Fabiënne Winkel
Fabiënne Winkel (30 juli 1995) is een Nederlands langebaanschaatsster.
Winkel schaatste van 2007 tot 2015 bij de junioren.
In 2017 startte Winkel op de Nederlandse kampioenschappen schaatsen sprint 2017. Ook startte zij op de NK Afstanden op de 500 meter in 2018.

## Records

### Persoonlijke records[4]
| Afstand    | Tijd    | Datum            | Baan       |
| ---------- | ------- | ---------------- | ---------- |
| 500 meter  | 40,47   | 7 januari 2017   | Inzell     |
| 1000 meter | 1.20,33 | 21 oktober 2017  | Heerenveen |
| 1500 meter | 2.03,95 | 1 oktober 2017   | Inzell     |
| 3000 meter | 4.30,15 | 18 november 2017 | Heerenveen |